# 마쓰마에군

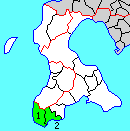
마쓰마에 군의 위치

마쓰마에군(일본어: 松前郡)은 일본 홋카이도 오시마 지청 서남부에 위치한 군이다.
인구 9,145명, 면적 480.53km², 인구밀도 19명/km².(2025년 2월 28일, 주민기본대장인구)
이하 2정으로 구성된다.
- 마쓰마에정(松前町)
- 후쿠시마정(福島町)

## 역사
1869년, 홋카이도 11국 86군이 두어졌을 때에는 오시마국와 함께 쓰가루 군(현재의 마쓰마에 정의 구역)과 후쿠시마 군(현재의 후쿠시마 정과 시리우치 정의 구역)이 이곳에 두어져 있었다. 1871년부터 이듬해에 걸쳐 히로사키 현·아오모리 현의 관할하에 놓여진 적도 있었다. 1881년에 시리우치 촌, 고타시니 촌(후쿠시마 촌에서 분촌)이 후쿠시마 군에서 가미이소 군으로 소속이 변경이 되었고, 나머지 후쿠시마 군과 쓰가루 군을 합쳐 마쓰마에 군이 탄생했다. 1882년 2월 8일에는 폐사치현에 따라 하코다테 현의 소관이 되었다. 1897년에 지청제가 붕괴되면서 1군으로 마쓰마에 지청을 이루었지만 1903년에 하코다테 지청(후의 오시마 지청)에 편입되었다.